# Jane Abbott
Jane Ludlow Drake Abbott (Buffalo, Nova Iorque, 1881 – ?, 1962) foi uma escritora estadunidense, que iniciou sua carreira com livros infantis e posteriormente passou a escrever para adultos. Costumava escrever sob o nome Jane Abbott.

## Biografia
Jane nasceu em Buffalo, Nova York, e durante várias gerações sua família se ligara à construção e ao comércio nos Grandes Lagos. As férias, durante a infância, passava nas águas entre Buffalo e Duluth. Sua carreira de escritora começou na Universidade de Cornell, onde ela trabalhou por dois anos na equipe editorial do jornal de graduação.
Casou com Frank A. Abbott, um advogado de Buffalo, e enquanto cuidava dos três filhos montou uma oficina no terceiro andar de sua casa, iniciando um livro para meninas. Mais tarde, ela passou a fazer ficção para adultos. Além de cerca de vinte livros para meninos e meninas, a Sra. Abbott escreveu quinze romances.

## Obras principais
- Keineth - 1918
- Highacres - 1920
- Red-Robin - 1922
- Minglestreams - 1923
- Juliet Is Twenty - 1926
- Heyday - 1928
- Beggarman - 1930
- Merridy Road - 1930
- Kitty Frew - 1931
- Bouquet Hill - 1931
- The Young Dalfreys - 1932
- Silver Fountain - 1932
- Miss Jolley's Family - 1933
- Dicket: A Story Of Friendships - 1933
- Fiddler's Coin - 1934
- Folly Farm - 1934
- Low Bridge - 1935
- Strangers In The House - 1935
- Benefit Street - 1936
- Angels May Weep - 1937
- A Row Of Starts - 1937
- Singing Shadows - 1938
- To Have, To Keep - 1939
- Clo - 1940
- Lorrie - 1941
- Yours For The Asking - 1943
- Mary Patten's Daughters - 1945
- The Outsiders - 1948
- River's Rim - 1950
- The Neighbors - 1952
- The Inheritors - 1953
- The Open Way - 1955

## Jane Abbott no Brasil
- Dúvidas de um Coração (Lorrie), tradução Lígia Junqueira Smith, lançado pela Coleção Biblioteca das Moças, da Companhia Editora Nacional, volume 106, publicado em 1955[2]